# Konrad Szuster
Konrad Szuster (ur. 21 stycznia 1984) – polski lekkoatleta specjalizujący się w rzucie dyskiem.

## Osiągnięcia
- 4. miejsce podczas mistrzostw Europy juniorów (Tampere 2003)
- srebrny medal mistrzostw Polski seniorów (Szczecin 2008)
- brąz mistrzostw Polski seniorów (Bydgoszcz 2009)
- brąz mistrzostw Polski seniorów (Toruń 2013)

## Rekordy życiowe
- rzut dyskiem – 63,40 m (31 sierpnia 2012, Aleksandrów Łódzki) – 13. wynik w historii polskiej lekkoatletyki[1]